# Bundesautobahn 524
De Bundesautobahn 524 (kortweg A524) is een Duitse autosnelweg in de deelstaat Noordrijn-Westfalen van afrit Duisburg-Hückingen naar het Dreieck Breitscheid.
De A524 is in de jaren 80 ontstaan uit een gedeelte van de B288, die tot die tijd tussen Kreuz Breitscheid en Krefeld liep. Het geplande gedeelte tussen Duisburg en Krefeld is intussen genummerd tot B288 en B57: de uitbouw tot auto(snel)weg met 2x2 rijstroken laat op zich wachten. Vooralsnog richt de wegbeheerder zich op de uitbouw van het weggedeelte tussen de afriten Duisburg-Rahm en Duisburg-Serm.
Tot 2003 was ook een gedeelte van de aansluiting Krefeld-Oppum van de A57 als A524 genummerd, omdat hier de kruising met de A57 gepland stond.

## Toekomst
Het is de bedoeling dat de B288 tussen tussen Krefeld en afrit Duisburg-Hückingen deel op een nieuw tracé aangelegd worden met een nieuwe brug over de Rijn en een verdiepte ligging en tunnel langs Duisburg-Müdelsheim. Exacte begin- en einddatum zijn nog niet bekend.